# Rosnay (Indre)
Rosnay é uma comuna francesa na região administrativa do Centro, no departamento Indre. Estende-se por uma área de 59,67 km². Em 2010 a comuna tinha 533 habitantes (densidade: 8,9 hab./km²).